# Sune Sundahl

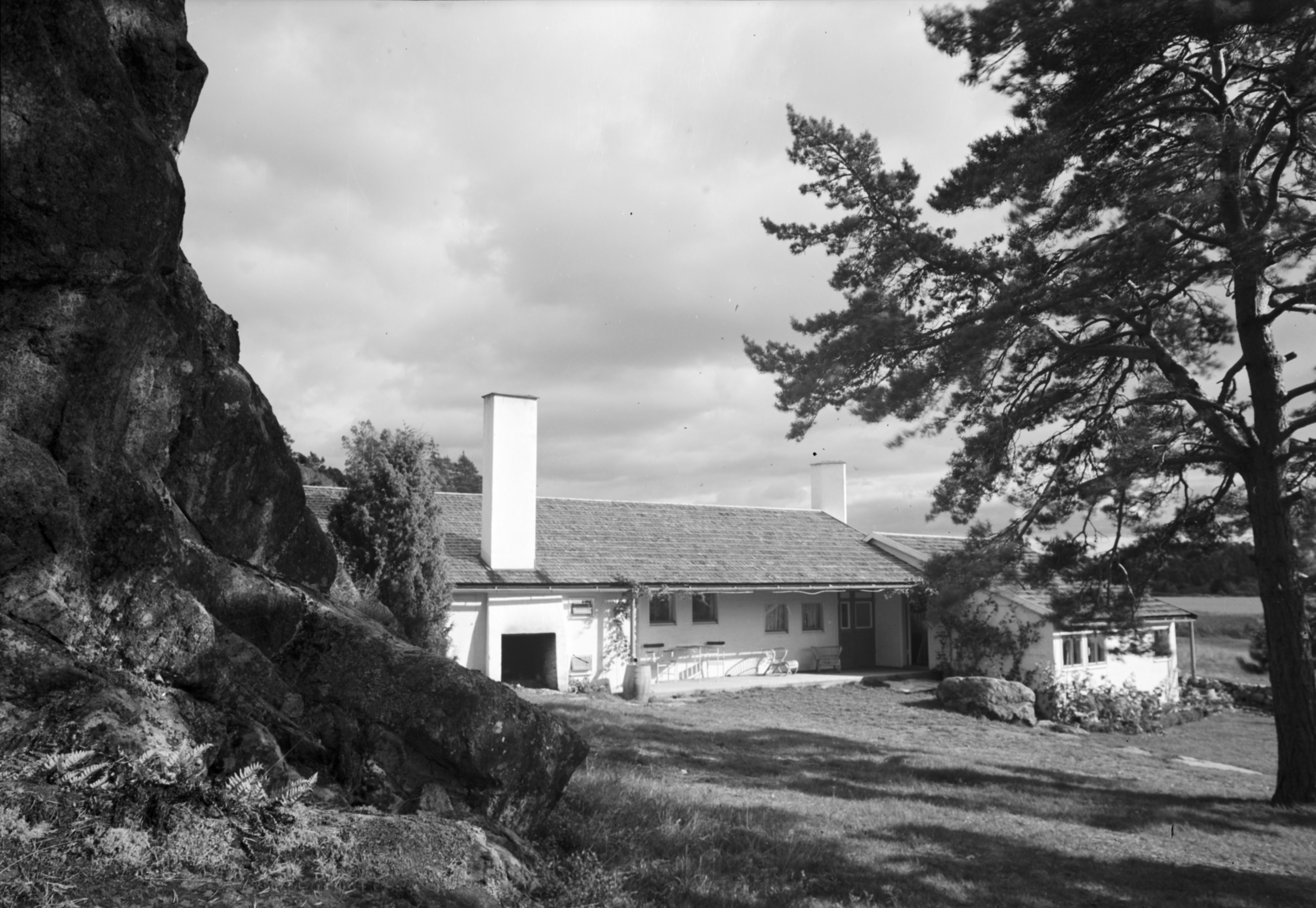
Sundahlův první fotografický úkol: letní dům Stennäs, 1937

Sune Sundahl (14. ledna 1921 ve Stockholmu – 16. prosince 2007 ve Vagnhäradu) byl švédský fotograf se zaměřením na architekturu a řemesla. Byl synem architekta Eskila Sundahla.

## Životopis
Místo toho, aby Sune Sundahl následoval ve stopách svého otce Eskila Sundahla, navrhoval a kreslil budovy, rozhodl se je fotografovat. Sundahl plánoval studovat fotografii ve Spojených státech, ale kvůli druhé světové válce musel být jeho záměr zrušen. Místo toho začal studovat na stockholmských odborných školách na Kungsholmen a poté začal pracovat pro fotografa Arna Wahlberga. Po roce a půl práce, v důsledku vojenské služby, Sundahl začal provozovat vlastní fotografický obchod s ateliérem. Jeho první úkol mu byl dán v roce 1937 a měl fotografovat letní dům Stennäs architekta Gunnara Asplunda na Lisö v obci Nynäshamn. Úkol vedl k tomu, že se Sundahlovy snímky dostaly do pozornosti různých švédských architektonických firem a také časopisů, které se věnovaly architektuře a designu.
Jeho architektonické fotografie pokrývají historické období od konce 30. let do začátku 90. let. Dokumentoval vše od vládních a veřejných budov až po soukromé vily. Mnoho z jeho obrázků je k dispozici jako ilustrace pro stavební články například v odborném časopise Arkitektur / Byggmästaren. Dalšími klienty byly HSB, nakladatelství Alberta Bonniera, nakladatelství Norstedt a časopis Form švédské asociace řemesel. Najala ho architektonická a inženýrská kancelář KFAI, Sundahlův otec Eskil tam byl v letech 1924 až 1958 manažerem. Sundahl byl vždy vyzván, když byla budova od Ralpha Erskina připravena k fotografování. Vytvořil také slavný Erskinův portrét.
V roce 1988 získalo muzeum architektury ve Stockholmu přibližně 196 000 Sundahlových negativů skládajících se ze skleněných desek a negativů středního formátu (obrázky ve formátu 6 × 12, 6 × 9, 6 × 6 cm). Sbírka je považována za jedinečnou svého druhu a je nejrozsáhlejším muzeem. Originální kopie fotografa jsou také k dispozici v některých sbírkách darovaných architekty a architektonickými firmami. Díky spolupráci mezi Muzeem architektury a Nadací pro ochranu předmětů v Kiruně budou všechny skleněné desky naskenovány a nakonec zpřístupněny veřejnosti v online databázi muzea.

## Galerie

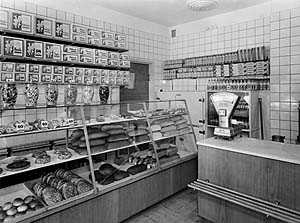
Obchod s mlékem a chlebem KF v Lidingö, 1938
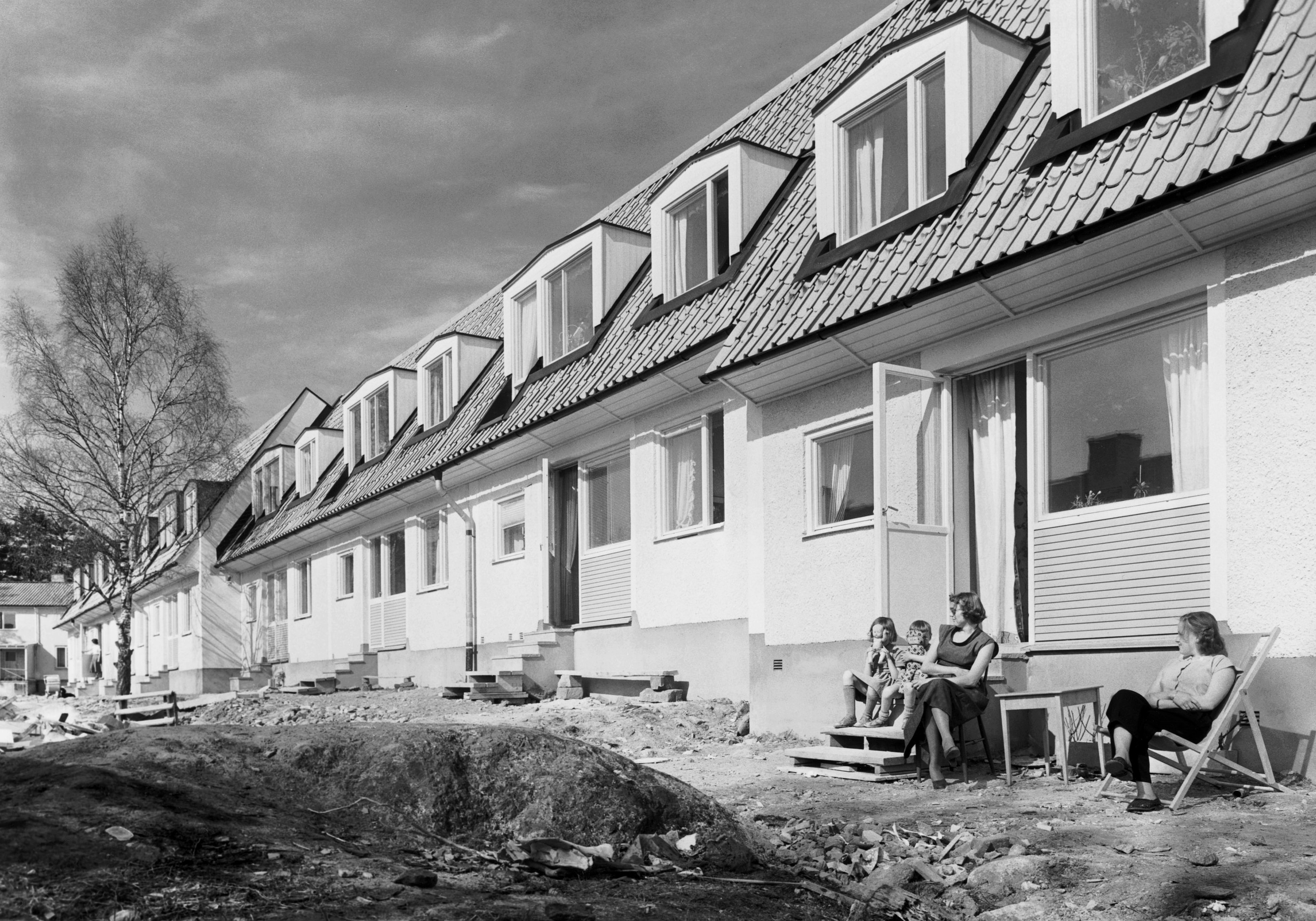
Skönstaholm, 1951
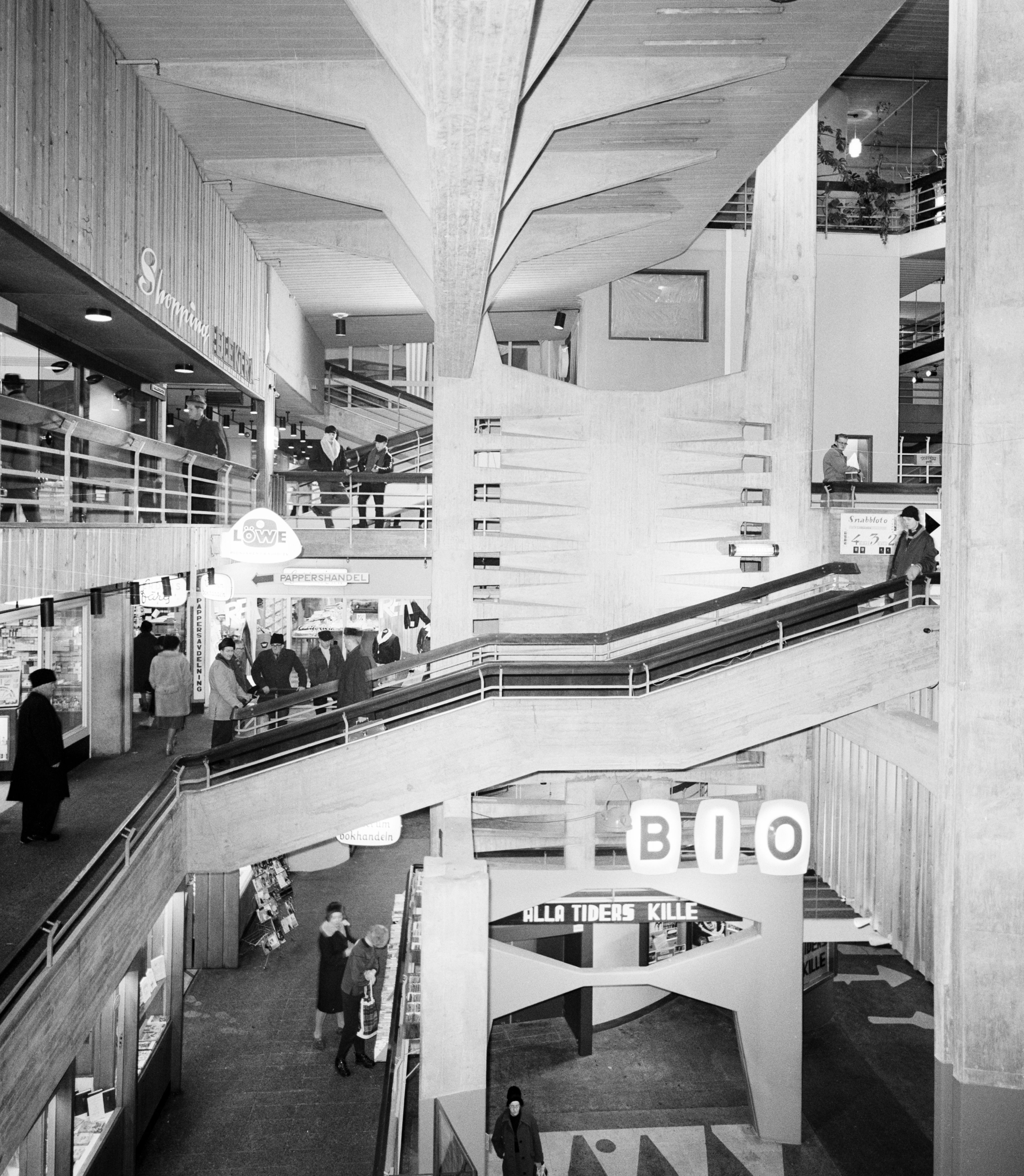
Nákupní centrum, Luleå, 1955
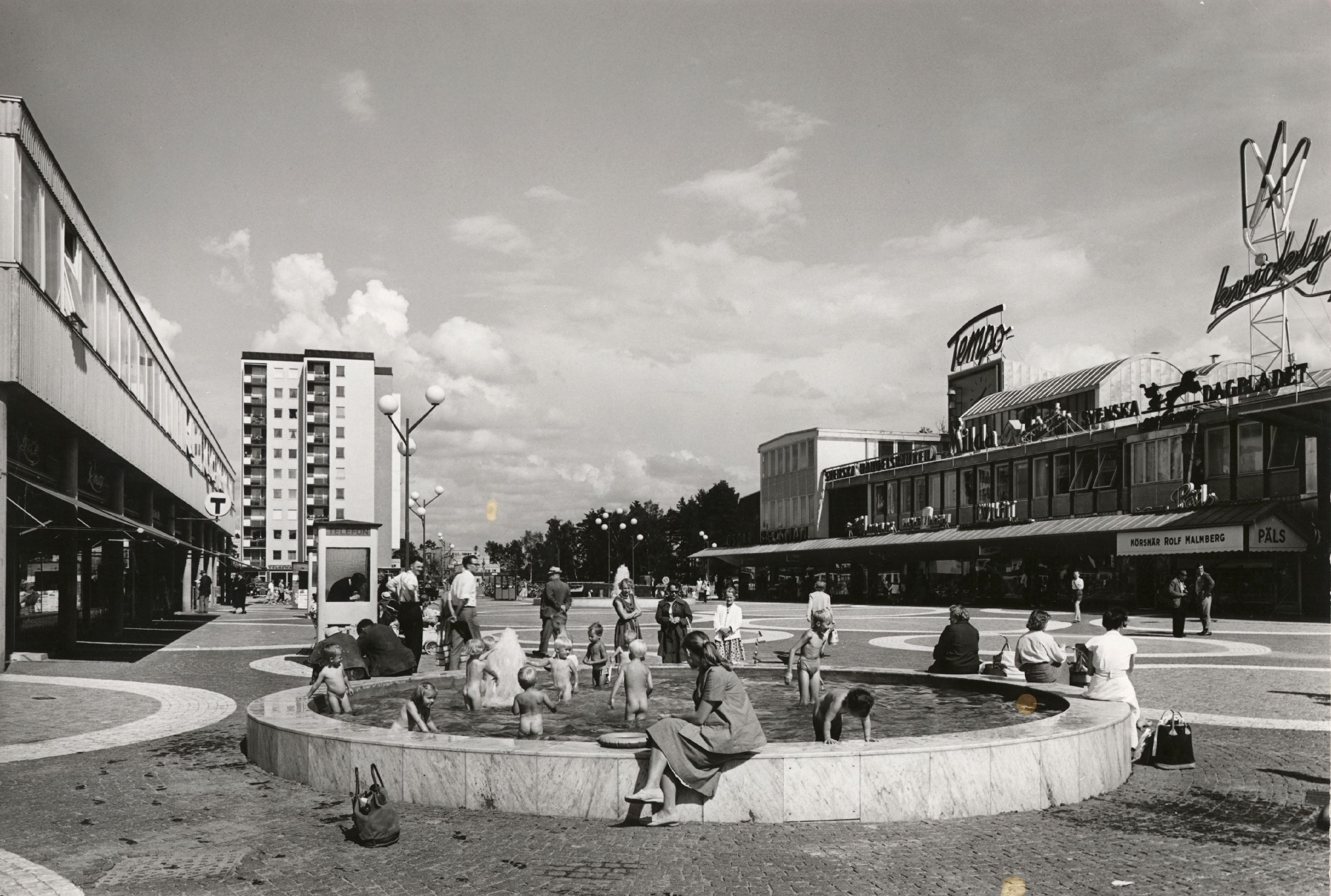
Vällingby centrum, 1955
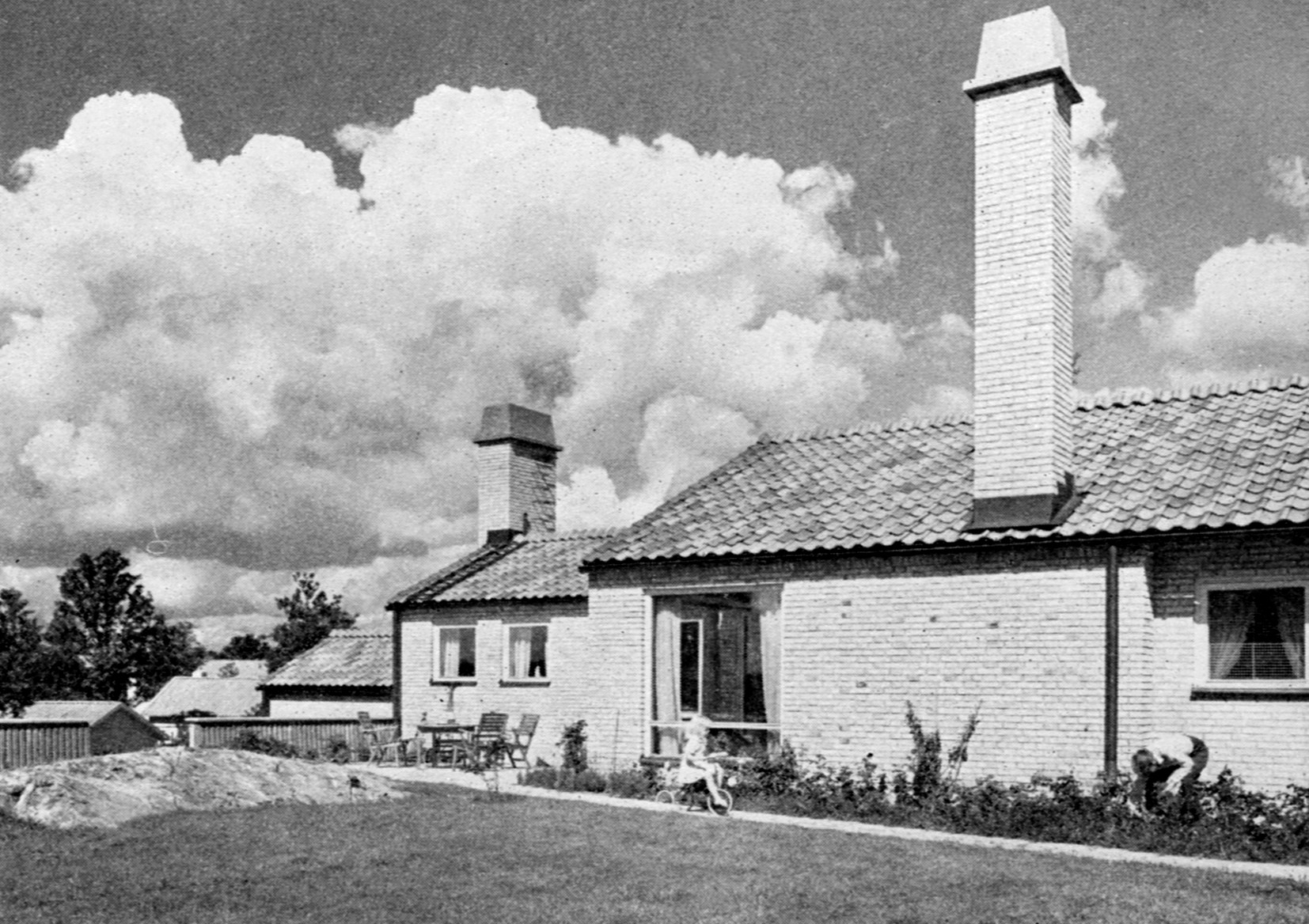
Villa Sundahl, 1956
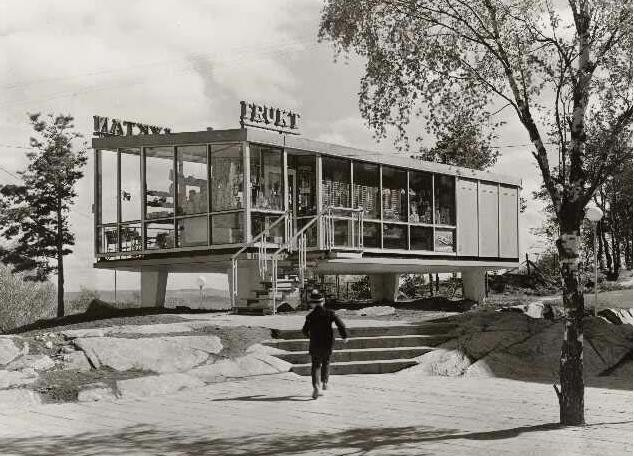
„Lucerna“, Kortedala, 1956
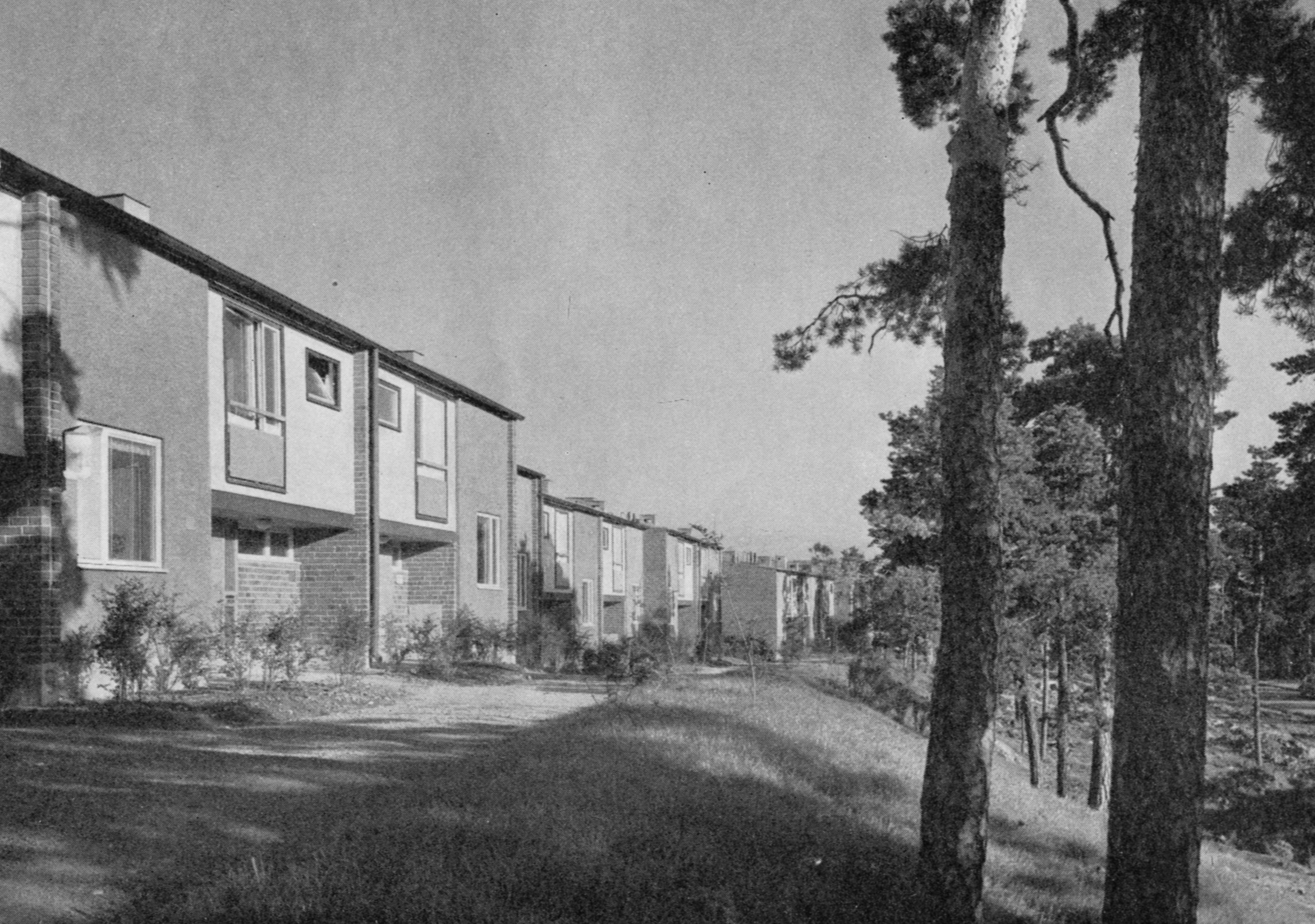
Riksrådsvägen, 1956
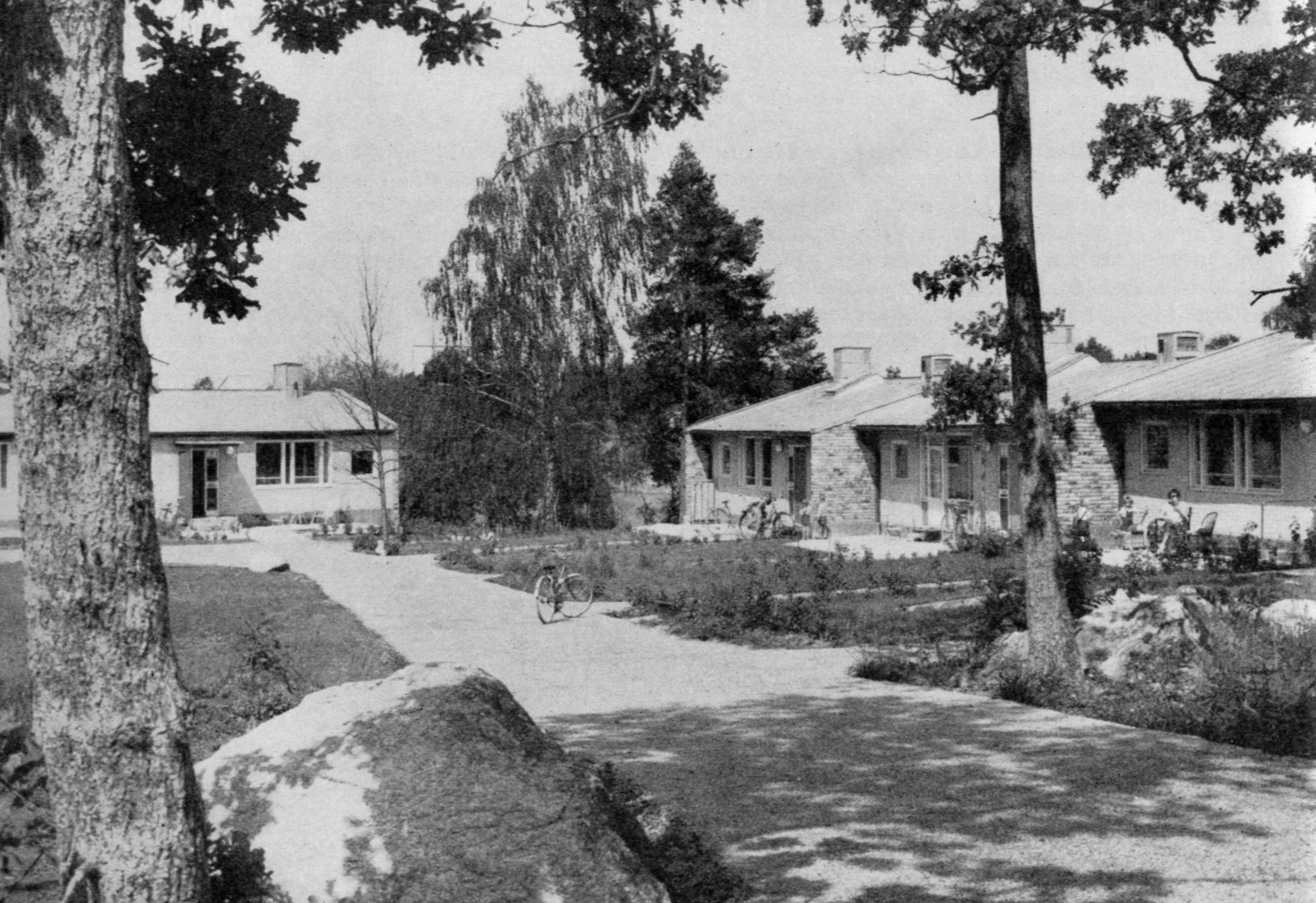
Atlantisområdet, 1956
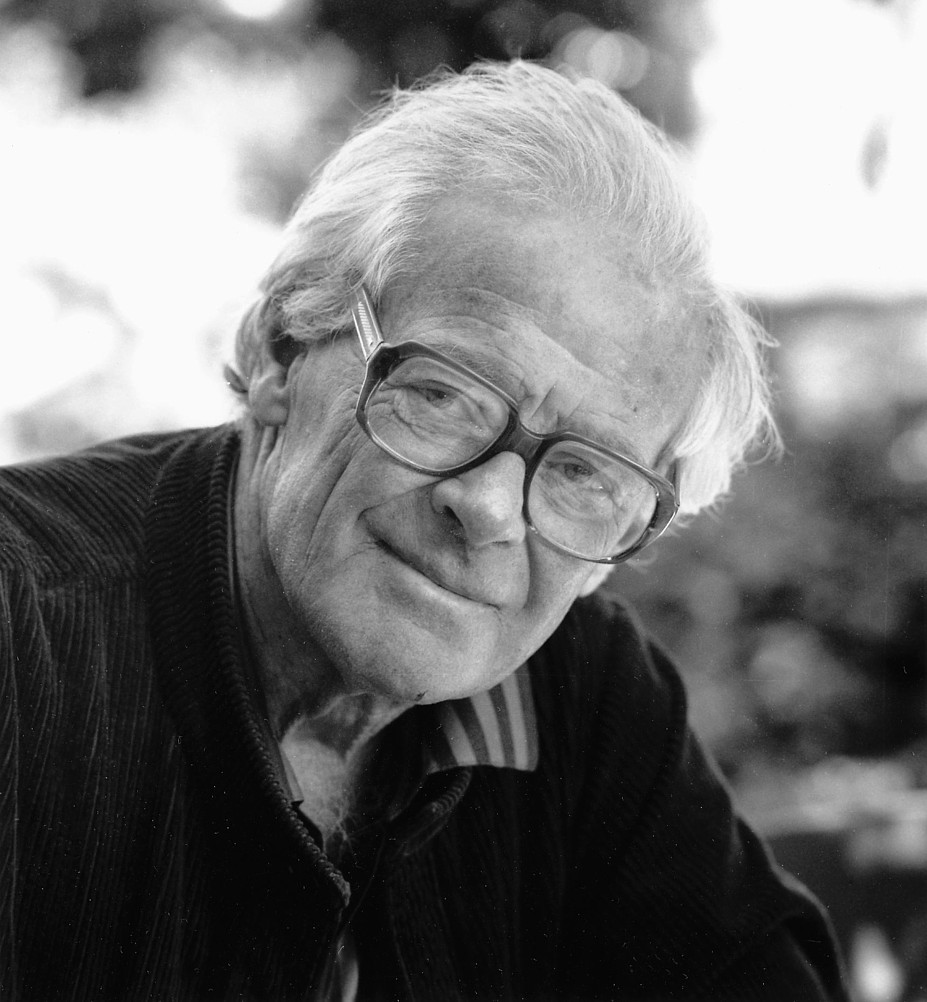
Ralph Erskine
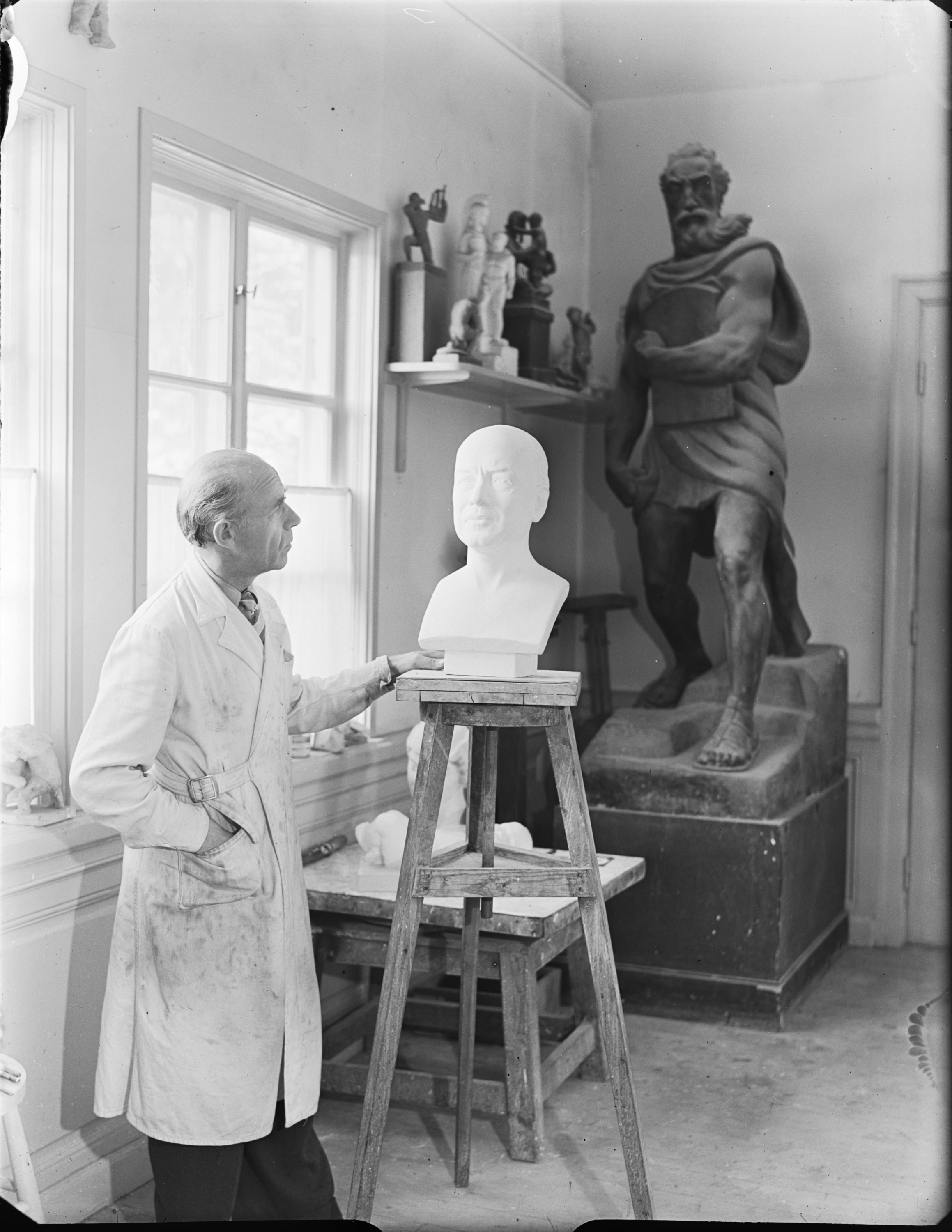
Anders Jönsson
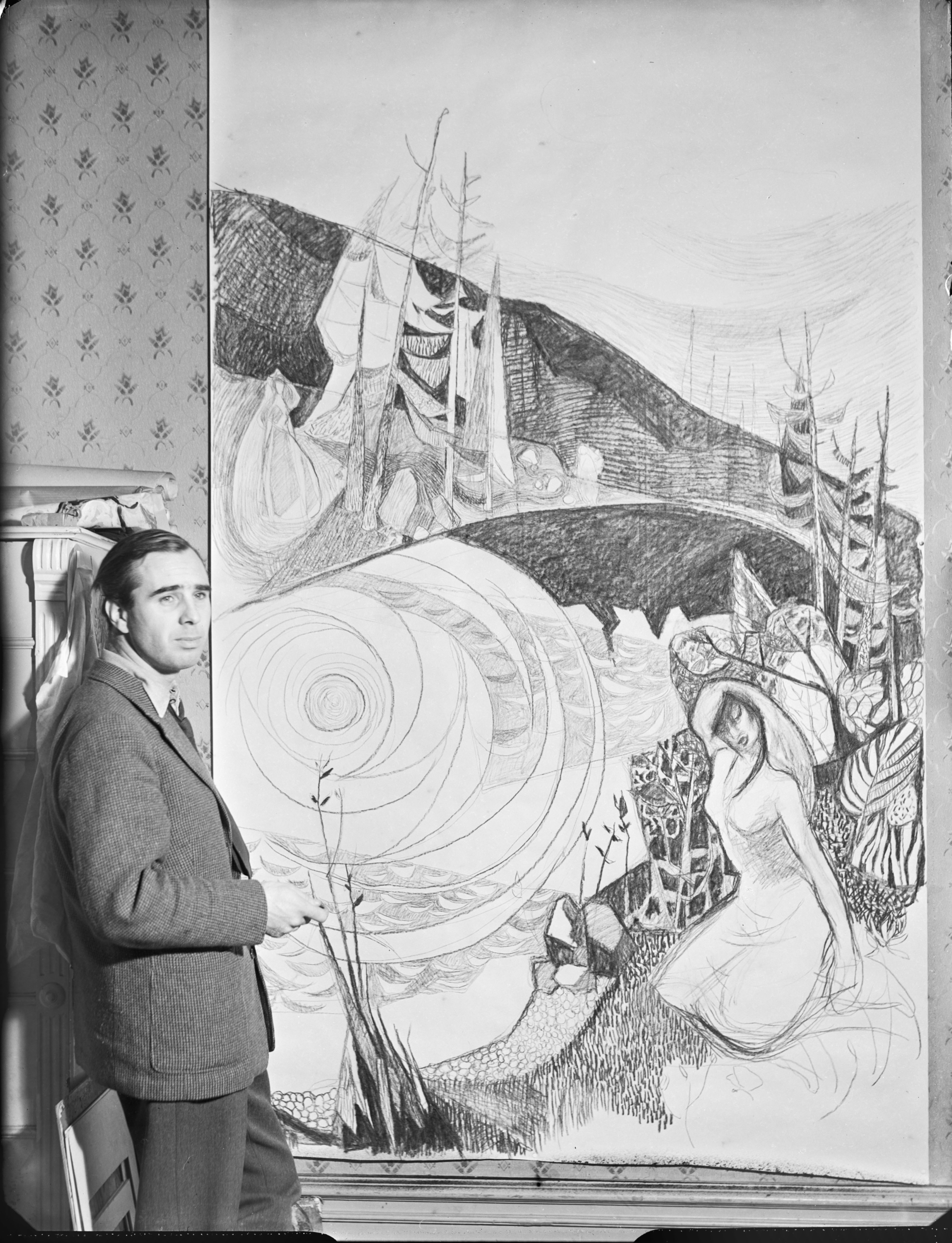
Armand Rossander
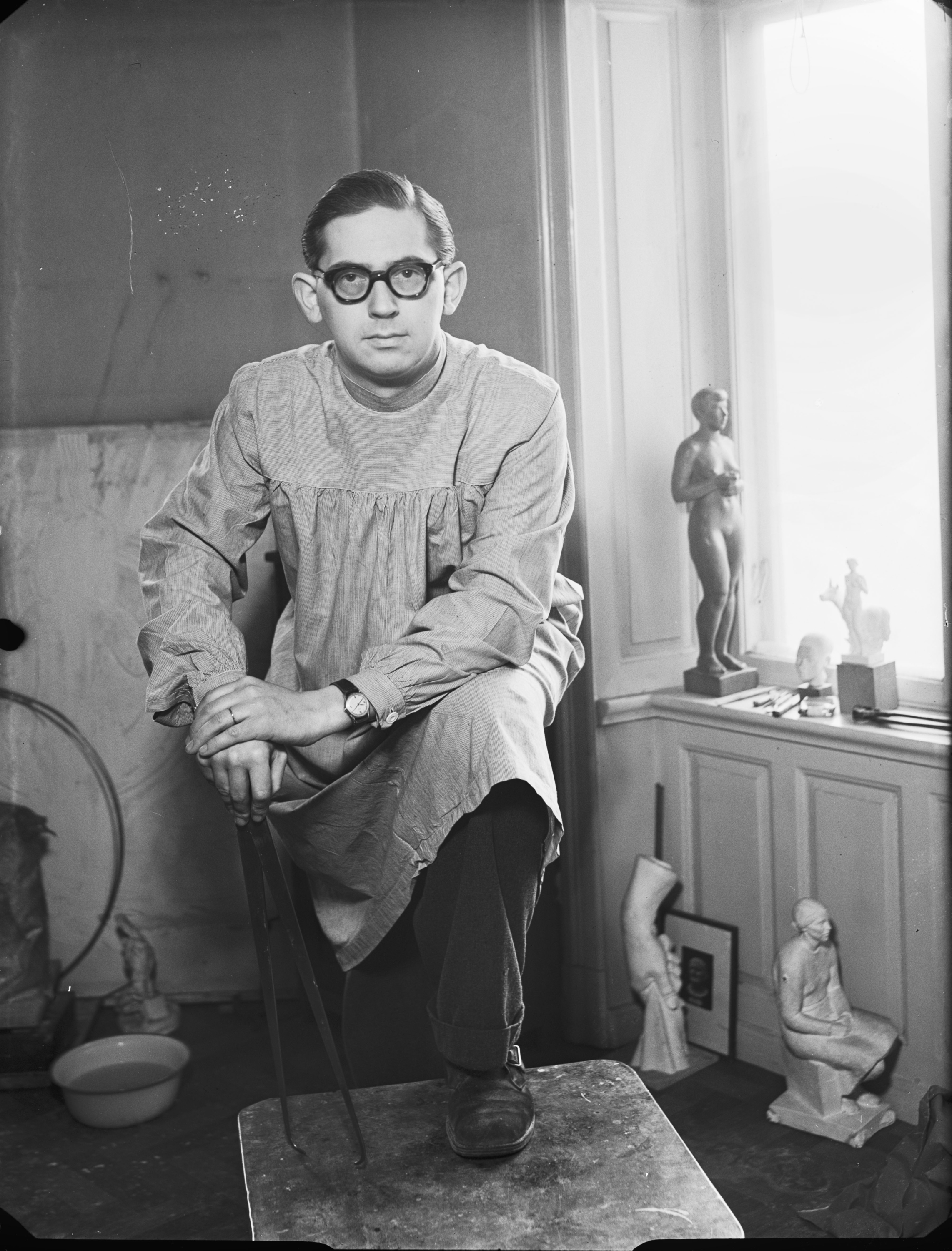
Bengt Lundkvist
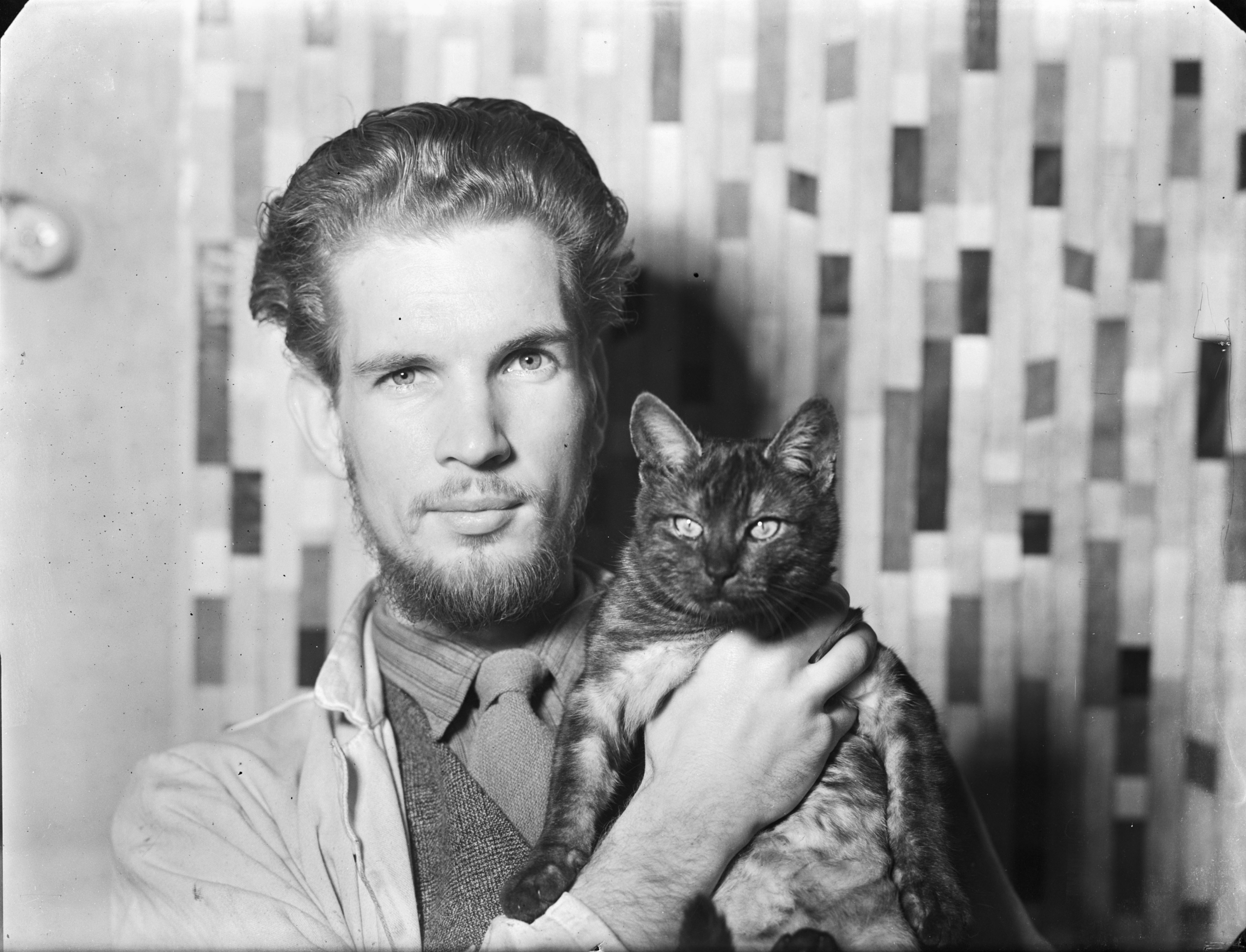
Olle Bonniér, 1949